# Кочово
Кочово (болг. Кочово) — село в Болгарии. Находится в Шуменской области, входит в общину Велики-Преслав. Население составляет 771 человек.

## Политическая ситуация
В местном кметстве Кочово, в состав которого входит Кочово, должность кмета (старосты) исполняет Марин Енчев Маринов (Болгарская социалистическая партия (БСП)) по результатам выборов правления кметства.
Кмет (мэр) общины Велики-Преслав — Димо Петров Бодуров Граждане за европейское развитие Болгарии (ГЕРБ)) по результатам выборов в правление общины.